# Eli’ezer Awtabi
Eli’ezer Awtabi (hebr.:  אליעזר אבטבי, ang.: Eliezer Avtabi, ur. 1938 w Takabie) – izraelski polityk, w latach 1974–1984 poseł do Knesetu z listy Narodowej Partii Religijnej (Mafdal).
W wyborach parlamentarnych w 1973 po raz pierwszy dostał się do izraelskiego parlamentu. Zasiadał w Knesetach VIII, IX i X kadencji.